# نیپلز (حوزه سرشماری)، مین
نیپلز (به انگلیسی: Naples) یک منطقهٔ مسکونی در ایالات متحده آمریکا است که در شهرستان کامبرلند، مین واقع شده‌است. نیپلز ۸٫۷ کیلومتر مربع مساحت و ۴۲۸ نفر جمعیت دارد و ۹۱٫۴۴ متر بالاتر از سطح دریا واقع شده‌است.